# Shahrestān di Khoda Afarin
Lo shahrestān di Khoda Afarin (farsi شهرستان خداآفرین) è uno dei 19 shahrestān della provincia dell'Azerbaigian Orientale, in Iran. Il capoluogo è Khomarlu ed è suddiviso in 3 circoscrizioni (bakhsh): 
- Centrale (بخش مرکزی شهرستان خداآفرین)
- Garamduz (بخش گرمادوز)
- Minjavan (بخش منجوان)

Fino al 2011 era una circoscrizione dello shahrestān di Kaleibar.